# Indocypha
Indocypha is een geslacht van libellen (Odonata) uit de familie van de Chlorocyphidae (Juweeljuffers).

## Soorten
Indocypha omvat 7 soorten:
- Indocypha catopta Zhang, Hämäläinen & Tong, 2010
- Indocypha chishuiensis Zhou & Zhou, 2006
- Indocypha leucoura Asahina, 1985
- Indocypha maolanensis Zhou, 2004
- Indocypha silvergliedi Asahina, 1988
- Indocypha svenhedini (Sjöstedt, 1933)
- Indocypha vittata (Selys, 1891)